# 狂歡三寶
《狂歡三寶》（英語：Animaniacs）是一部由華納兄弟發行，以喜劇為主的美國動畫，由湯姆·呂埃格爾（Tom Ruegger）創作，並由史提芬·史匹堡擔當執行監製，乃製作團隊針對《迷你樂一通》商業上大獲成功而製作。本作於1993年至1995年於霍士兒童頻道首播，再於1995年至1998年移師Kids' WB華納動畫天地，總共製作99集電視動畫及一部直接作影碟發行的電影。香港於1996年4月8日在無綫電視翡翠台以粵語配音首播。
該系列的重啟於2018年1月宣布，由Amblin Entertainment和Warner Bros.Animation一起製作兩個季動畫，製片人同樣為史提芬·史匹堡，歌曲作者Randy Rogel和許多主要配音演員都將回歸。它於2020年11月20日在Hulu首映；第二季於2021年首播。第三季也是最後一季於2023年2月17日首播。

## 內容簡介
本作形式近似美國當地晚間清談節目及《歡樂今宵》，一集約20分鐘內包含各式各樣的綜藝短篇，集合大量有基本背景的角色演出。主要短篇系列包括：
- 狂歡三寶（Yakko, Wakko, and Dot）：於1930年代，華納兄弟建立全新的動畫部門，創作了首批動畫明星華納兩兄弟——也高、可高，與及華納妹妹小冬。豈料他們在創作過程中開始失控，搗亂整個片場，使高層最終決定將他們封印在水塔當中，亦沒有推出他們演出的影片。直至本作面世之時，他們忽然傾巢而出，時而玩弄脾氣壞的名人，時而以另類方法教授常識，時而惡搞名著和世界重要的機構，將所有事物帶到瘋狂的音樂和故事當中。作為系列主軸，有關角色集合過去華納角色所展現的瘋狂個性，亦有高度參考當時小孩的個性。
- 天才與傻傑（Pinky and the Brain）：天才（The Brain）與傻傑（Pinky）是兩隻於Acme實驗室意外得到人類智慧的白老鼠，不過比起仍在依戀老鼠生活的傻傑，天才每晚都有著非常清晰的行動計劃：嘗試征服世界。本短篇推出時大受歡迎，其後獲華納兄弟拍板製成獨立系列。
- 絲洛培與絲奇培（Slappy and Skippy）：絲洛培（Slappy）是一隻從華納兄弟《樂一通系列》退下火線的松鼠，每天都跟其外甥絲奇培（Skippy）分享如何應對老掉牙的動畫劇情和橋段，還有在森林大樹中生活的大小故事。本短篇另有主題曲，為安東寧·德弗札克創作的《第七首幽默曲》。
- 莉達與宏特（Rita and Runt）：一隻以歌劇唱喻人生的貓莉達（Rita），與及一隻以為自己是貓或以為莉達是狗的笨狗宏特（Runt），每天都一起尋找一處可以成為家的地方。本短篇中段因為配音歌星片酬問題而曾經停產，直至最後一季重現。
- 三隻好白鴿（Goodfeathers）：佩斯托（Pesto）、斯桂特（Squit）和波比（Bobby）是三隻以進駐都市公園雕像為榮的意大利裔美國白鴿，過著總是不認同彼此看法，同時亦煩於討好他們的教父和女伴。
- 布頓與明迪（Buttons and Mindy）：明迪（Mindy）每次縱使配置安全帶扣，都會走失至危險的地方，惟有靠著忠誠的寵物狗布頓（Buttons）克服困難，沿途保護。本短篇一度因為內容較為沉悶而棄置，直到某些製作成員的兒女表示有興趣才得以保存。
- 爆炸的姬蒂（Katie Ka Boom）：踏入青春期的姬蒂（Katie），每次都無法容忍父母和弟弟為其充滿性格的生活帶來限制，最終化為摧毀住屋的大型怪物。
- 巨型雞（Chicken Boo）：堪如人型的雞，每次都到都市某處扮演著被人異常敬重的專業人士。

## 2020年重新啟動
2017年，有消息宣布Animaniacs將重新啟動，預計將由Steven Spielberg領導，並將由Amblin TV和Warner Bros.Entertainment像以前一樣製作。部分原因是該節目在Netflix上的新人氣激增。Netflix於2017年10月1日刪除了標題，為其他標題騰出空間。在2018年，Amblin宣布將Animaniacs 續展兩個季節，並將在Hulu播出。如果該節目的收視率很高，以後可能還會有更多集數可供收看。第一季於2020年11月20日發布，第二季預計於2021年首播。

## 外部連結
- 華納兄弟商品主頁
- ‘Animaniacs’ Reboot Being Developed By Steven Spielberg, Amblin TV and Warner Bros. — Exclusive （页面存档备份，存于）